# Усатый, Семён Николаевич
Семён Николаевич Усатый — советский военно-морской деятель, специалист в области электрических машин. Заслуженный деятель науки Азербайджанской ССР (1936). Профессор, основатель и заведующий кафедрой электрических машин Военно-морской академии. Один из создателей школы электромашиностроения, инженер-флагман 3-го ранга (1939). Был учителем И. В. Курчатова и К. Д. Синельникова, направил их для дальнейшей работы к академику А. Ф. Иоффе.

## Биография
Родился 1(13).09.1875 года в Чернигове.
- Отец Николай Усатый
- Мать Евгения Павловна (1851—1924)
- Сестра Александра Николаевна (1872—1965)
  - муж сестры Фёдор Данилович Проценко[укр.] (1866—1942)
  - Племянник Андрей Федорович Проценко (1902—1984)
- Жена Валентина Андреевна Кравцова

Выпускник Петербургского электротехнического института (ныне ЛЭТИ им. В. И. Ульянова-Ленина), работал в Петербургском политехническом институте. С 1905 стал заведующим кафедрой электрических машин этого института. В 1920 предложил В. И. Вернадскому помощь в создании отделений комиссии по исследованию природных богатств.
Во второй половине 1920-х годов Усатый преподавал на физико-механическом факультете, а в 1926 заменил Иоффе на посту декана во время длительной заграничной командировки Иоффе в США. В 1930-х — начальник кафедры электрических машин факультета военного кораблестроения Военно-морской академии.
Научная деятельность Усатого, помимо Ленинграда, была связана с двумя городами — Симферополем и Баку. В начале 1920 он переехал в Крым из Киева, где недолгое время был профессором Политехнического института. В Таврическом университете Симферополя в числе его студентов были И. В. Курчатов и К. Д. Синельников. Усатый обратил внимание на обоих и привлёк их к работе на кафедре физики в качестве препараторов, что специально отмечено в одной из автобиографий Курчатова. В обязанности препаратора входила подготовка к проведению лекционных демонстраций по общему курсу физики — работа, с которой Курчатов отлично справлялся.
В 1923 Усатый переехал в Баку и начал работать одновременно в Азербайджанском университете и Бакинском политехническом институте. В названии руководимой Семёном Николаевичем лаборатории была закреплена её принадлежность обоим этим учебным заведениям. На открывшиеся в Бакинском политехническом институте вакансии С. Н. Усатый приглашает своих симферопольских учеников — Курчатова, Синельникова и Мстислава Луценко. Игорь Васильевич Курчатов становится его ассистентом.
Умер в 1944. Похоронен на Литераторских мостках.

### Личная жизнь
Был женат на Валентине Андреевне Кравцовой, сестре Веры Андреевны Кравцовой (жены А. Ф. Иоффе).
Был дружен с А. Ф. Иоффе и Н. Г. Ушинским.

### Звания
- Инженер-флагман 3-го ранга (25 октября 1939);[7][8]
- Определён в кадры РККА, был без воинского звания;
- Инженер-полковник.